# Nicolas Courjal
 (février 2015).
Si vous disposez d'ouvrages ou d'articles de référence ou si vous connaissez des sites web de qualité traitant du thème abordé ici, merci de compléter l'article en donnant les références utiles à sa vérifiabilité et en les liant à la section « Notes et références ».
Nicolas Courjal, né le 18 janvier 1973 à Rennes, est un chanteur classique français à la tessiture de basse. Il aborde essentiellement le répertoire d'opéras.

## Biographie
Après avoir étudié le violon au conservatoire de Rennes, Nicolas Courjal intègre en 1995 la classe de chant de Jane Berbié au Conservatoire de Paris. Il parfait sa formation de chanteur dans la troupe du jeune théâtre lyrique de France, puis celle du théâtre national de l'Opéra-Comique et enfin la troupe de l'opéra de Wiesbaden (Allemagne).
Il fait ses débuts à l’Opéra Comique à Paris, à Wiesbaden et au Festival de Wexford et se produit rapidement sur les grandes scènes lyriques internationales
Depuis 1999, Nicolas Courjal se produit dans de nombreuses maisons d'opéras françaises telles que : Marseille, Toulouse, Montpellier, Rennes, Avignon, Toulon, Nice, Tours, Vichy ainsi qu'aux Chorégies d'Orange, au théâtre du Châtelet ou encore à l'opéra Bastille. À l'étranger, il s'est produit à La Fenice de Venise ou au Royal Opera House à Londres, entre autres.
En juillet 2019 il interprète de rôle de Gessler dans Guillaume Tell de Gioachino Rossini dans le cadre des Chorégies d’Orange, sous la direction musicale de Gianluca Capuano et dans une mise en scène de Jean-Louis Grinda, aux côtés de Nicola Alaimo (Guillaume Tell), Nora Gubisch (Hedwidge), Annick Massis (Mathilde), Celso Albelo (Arnold) et Jodie Devos (Jemmy)
En 2022, ses projets se porteront sur de nouveaux rôles dont Filippo dans Don Carlos à l'Opéra de Marseille, le Souverain Pontife dans la Vestale de Spontini au Théâtre des Champs Elysées à Paris et à nouveau, Mephistophélès dans la Damnation de Faust de Berlioz à l'Opéra de Monte Carlo.

## Récompenses et distinctions
Nicolas Courjal a reçu le prix Arnhold au festival de Wexford (Irlande) pour son rôle dans Sapho de Jules Massenet.

## Discographie
- Berlioz : Les Troyens, Joyce DiDonato, Didon, Marie-Nicole Lemieux, Cassandre, Stéphane Degout, Chorèbe, Michael Spyres, Enée, Cyrille Dubois, Iopas, Mariane Crebassa, Ascagne, Nicolas Courjal, Narbal, Les Chœurs de l'Opéra National du Rhin, Badischer Staatsopenchor, Orchestre philharmonique de Strasbourg, Dir. John Nelson. 4 CD + 1 DVD Warner 2017. Diapason d'or, Choc de Classica.
- Berlioz : La Damnation de Faust, Mathias Vidal, Faust, Anna Caterina Antonacci, Marguerite, Nicolas Courjal, Méphistophélès, Chœur Marguerite Louise, Dir. Gaëtan jarry, Les Siècles, Dir. François-Xavier Roth. DVD Château de Versailles spectacles 2019
- Berlioz : La Damnation de Faust, Michael Spyres, Faust, Joyce DiDonato, Marguerite, Nicolas Courjal, Méphistophélès, Alexandre Duhamel, Brander, Les Petits Chanteurs de Strasbourg, Maitrise de l'Opéra national du Rhin, Orchestre philharmonique de Strasbourg, Dir. John Nelson. 2 CD + 1 DVD Warner classics 2019. Diapason d'or.